# Félix Lázaro Martinez

Wappen von Francisco González Valer

Félix Lázaro Martínez SchP (* 2. März 1936 in Logroño) ist ein spanischer Ordensgeistlicher und emeritierter römisch-katholischer Bischof von Ponce.

## Leben
Félix Lázaro Martinez trat der Ordensgemeinschaft der Piaristen bei und empfing am 9. April 1961 die Priesterweihe.
Papst Johannes Paul II. ernannte ihn am 20. März 2002 zum Koadjutorbischof von Ponce. Die Bischofsweihe spendete ihm der Bischof von Ponce, Ricardo Antonio Suriñach Carreras, am 25. April desselben Jahres; Mitkonsekratoren waren Timothy Paul Andrew Broglio, Apostolischer Nuntius in der Dominikanischen Republik und Apostolischer Delegat in Puerto Rico, und Iñaki Mallona Txertudi CP, Bischof von Arecibo.
Mit der Emeritierung Ricardo Antonio Suriñach Carreras’ folgte er ihm am 11. Juni 2003 als Bischof von Ponce nach.
Am 22. Dezember 2015 nahm Papst Franziskus seinen altersbedingten Rücktritt an.